# Boissow
Boissow gehört zu Bantin, einem Ortsteil der Stadt Zarrentin am Schaalsee im Landkreis Ludwigslust-Parchim im Westen von Mecklenburg-Vorpommern.
Der Ort liegt östlich des Kernortes von Zarrentin und nördlich von Bantin an der Landesstraße L 041, an der Kreisstraße K 8 und am Hammerbach, einem linken Zufluss der Schaale. Nördlich des Ortes erstreckt sich der Boissower See, der Teil des ca. 86 ha großen Naturschutzgebietes Boissower See und Südteil des Neuenkirchener Sees ist, und westlich der 24 km²  große Schaalsee. Westlich verläuft die K 10 und südlich erstreckt sich das 1855 ha große FFH-Gebiet Schaaletal mit Zuflüssen und nahegelegenen Wäldern und Mooren. (Siehe Liste der FFH-Gebiete in Mecklenburg-Vorpommern)

## Sehenswürdigkeiten

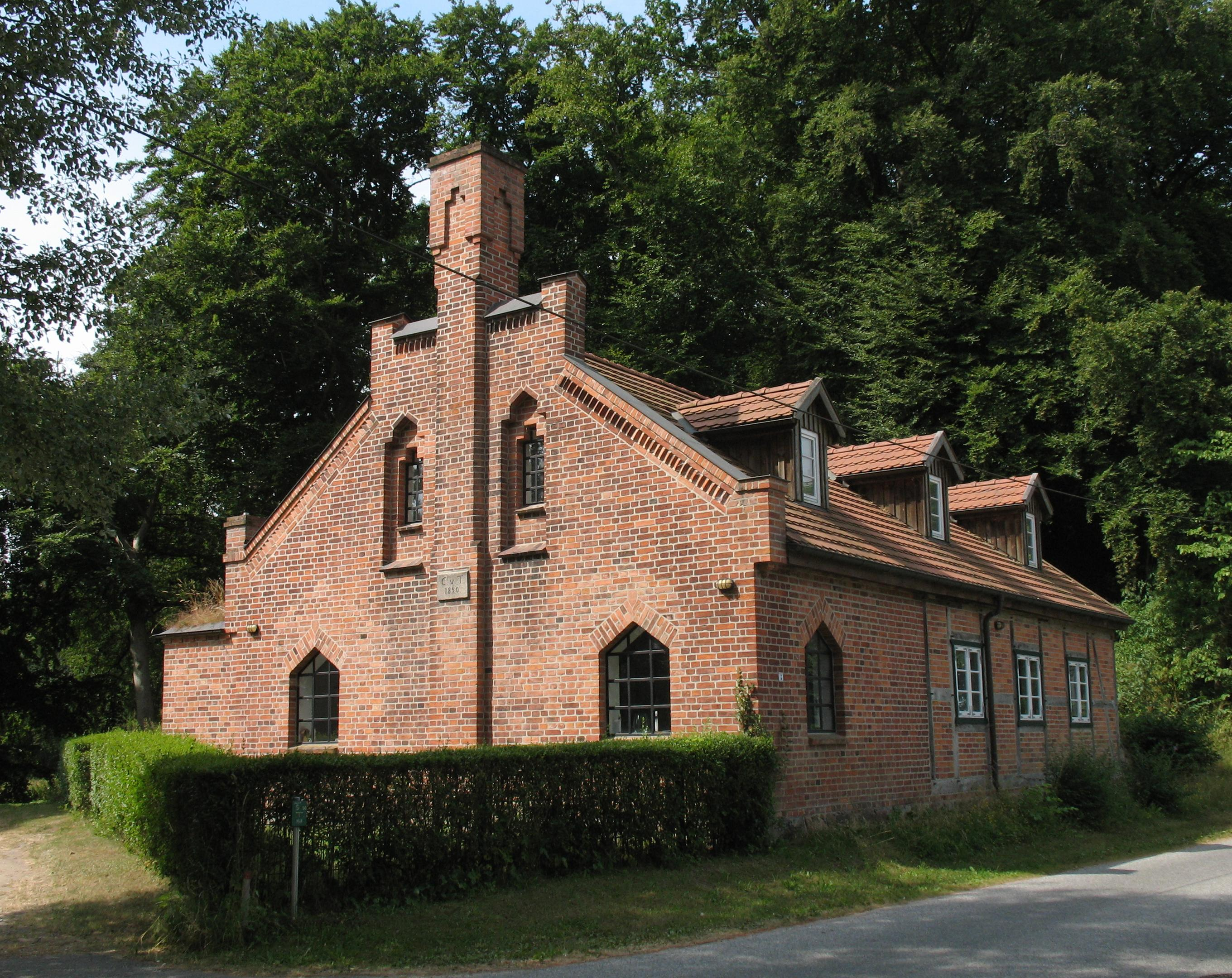
Alte Schmiede (2013)

### Baudenkmale
In der Liste der Baudenkmale in Zarrentin am Schaalsee ist für Boissow ein Baudenkmal aufgeführt: Die ehemalige Gutsschmiede (Dorfstraße 25) wird heute als Geräte- und Löschhaus der Feuerwehr genutzt.